# Franc Krener
Franc Krener, Krenner (ur. 18 kwietnia 1898 w Medvode, zm. 17 marca 1973 w Olivos w Argentynie) – jugosłowiański wojskowy (podpułkownik), przywódca słoweńskich czetników podczas II wojny światowej, dowódca Słoweńskiej Armii Narodowej.

## Życiorys
Brał udział w I wojnie światowej w szeregach armii austro-węgierskiej. W okresie międzywojennym ukończył studia techniczne w Brnie i Pradze. W 1938 r. wstąpił do armii jugosłowiańskiej. Doszedł do stopnia podpułkownika.
Po zajęciu Jugosławii przez wojska niemieckie w kwietniu 1941 r., został internowany przez Włochów. Po wyjściu na wolność przystąpił do słoweńskich czetników. W 1943 r. objął funkcję konspiracyjnego zastępcy komendanta miasta Lublany. W październiku tego roku Niemcy mianowali go szefem sztabu organizacyjnego Słoweńskiej Domobrany. W kwietniu 1945 r. został mianowany generałem przez Słoweńską Radę Narodową, po czym stanął na czele nowo tworzonej Słoweńskiej Armii Narodowej.
Po wycofaniu się do Austrii poddał się Brytyjczykom. Tam 20 maja został dowódcą, istniejącej na papierze, Dywizji Ljubljańskiej Słoweńskiej Armii Narodowej. Uniknął wydania komunistycznym władzom jugosłowiańskim. Do października 1947 r. ukrywał się we Włoszech, a następnie wyjechał do Argentyny.